# Leichtathletik-U20-Balkan-Hallenmeisterschaften 2025
Die 8. Leichtathletik-U20-Balkan-Hallenmeisterschaften fanden am 8. Februar 2025 in der bulgarischen Hauptstadt Sofia statt.

## Ergebnisse Männer

### 60 m
| Platz | Athlet                | Land | Zeit (s) |
| ----- | --------------------- | ---- | -------- |
| 1     | Joan Kamenow          | BGR  | 6,78     |
| 2     | Ido Peretz            | ISR  | 6,79     |
| 3     | Georgi Petkow         | BGR  | 6,81     |
| 4     | Oleksandr Komisarenko | UKR  | 6,83     |
| 5     | Razvan Stanziu        | ROU  | 6,95     |
| 6     | Mychajlo Kowsch       | UKR  | 6,96     |

### 400 m
| Platz | Athlet                | Land | Zeit (s) |
| ----- | --------------------- | ---- | -------- |
| 1     | David Damian          | ROU  | 48,23    |
| 2     | Vladimiros Andreadis  | GRC  | 48,35    |
| 3     | Wolodymyr Wowtschenko | UKR  | 48,48    |
| 4     | Lenart Rener          | SVN  | 48,59    |
| 5     | Dragos Nastasa        | ROU  | 48,64    |
| 6     | Yusuf Özeken          | TUR  | 48,65    |
| 7     | Markos Antoniades     | CYP  | 49,04    |
| 8     | Filip Dereta          | CRO  | 49,06    |

### 800 m
| Platz | Athlet              | Land | Zeit (min) |
| ----- | ------------------- | ---- | ---------- |
| 1     | Muhammed Ağgün      | TUR  | 1:52,21    |
| 2     | Benjamin Lakošeljac | SVN  | 1:52,49    |
| 3     | Dimitar Pandeliew   | BGR  | 1:52,54    |
| 4     | Flavius Cazacu      | ROU  | 1:52,64    |
| 5     | Vasileios Salpas    | GRC  | 1:52,90    |
| 6     | Žan Ogrinc          | SVN  | 1:54,10    |
| 7     | Stanislav Ghereg    | MDA  | 1:54,32    |
| 8     | Uroš Mašić          | SRB  | 1:54,75    |

### 1500 m
| Platz | Athlet                | Land | Zeit (min) |
| ----- | --------------------- | ---- | ---------- |
| 1     | Kiyasettin Kara       | TUR  | 3:52,21    |
| 2     | Constantin Deaconescu | ROU  | 3:55,32    |
| 3     | Mihai Șavlovschi      | ROU  | 3:57,75    |
| 4     | Kabir Ziljkić         | SRB  | 3:58,13    |
| 5     | Yonathan Drozhninov   | ISR  | 4:00,47    |
| 6     | Pawel Petrow          | BGR  | 4:03,63    |

### 3000 m
| Platz | Athlet                 | Land | Zeit (min) |
| ----- | ---------------------- | ---- | ---------- |
| 1     | Ali Tunç               | TUR  | 8:18,73    |
| 2     | Lucian Ștefan          | ROU  | 8:26,79    |
| 3     | Filippos Siomos Gkizas | GRC  | 8:39,32    |
| 4     | Furkan Kanli           | TUR  | 8:52,69    |

### 60 m Hürden (99 cm)
| Platz | Athlet             | Land | Zeit (s) |
| ----- | ------------------ | ---- | -------- |
| 1     | Talha Gülnihal     | TUR  | 7,86     |
| 2     | Koray Uygun        | TUR  | 7,92     |
| 3     | Nikolaos Tsonis    | GRC  | 7,97     |
| 4     | Adam Bilokon       | UKR  | 8,01     |
| 5     | Cristian Ionescu   | ROU  | 8,06     |
| 6     | Matija Vojvodić    | MNE  | 8,20     |
| 7     | Martin Tanew       | BGR  | 8,21     |
| 8     | Bessarion Ilariani | GEO  | 8,31     |

### 4 × 400 m Staffel
| Platz | Land    | Athleten                                                           | Zeit (min) |
| ----- | ------- | ------------------------------------------------------------------ | ---------- |
| 1     | Türkei  | Yusuf Özeken Arda Akel Adar Anar Oğuzhan Zeki̇ YEŞİLOBALIGİL        | 3:19,20    |
| 2     | Serbien | Filip Stanković Uroš Mašić Vuk Šolaja Vukašin Đurić                | 3:23,53    |
| 3     | Moldau  | Victor Fondos Stanislav Ghereg Liviu Ciobanu Chirill Grigorovschii | 3:24,91    |

### Hochsprung
| Platz | Athlet                 | Land | Höhe (m) |
| ----- | ---------------------- | ---- | -------- |
| 1     | Yasir Kuduban          | TUR  | 2,13     |
| 2     | Vuk Šolaja             | SRB  | 2,11     |
| 3     | Paschalis Gennikis     | GRC  | 2,09     |
| 4     | Charalampos Alivizatos | GRC  | 2,07     |
| 5     | Arsenij Hawrylow       | UKR  | 2,05     |
| 6     | Mihai Călin            | ROU  | 2,02     |
| 7     | Andrei Călin           | ROU  | 2,02     |
| 8     | Wladyslaw Balakin      | UKR  | 1,99     |

### Stabhochsprung
| Platz | Athlet              | Land | Höhe (m) |
| ----- | ------------------- | ---- | -------- |
| 1     | Brin Ciglenečki     | SVN  | 4,72     |
| 2     | Tom Lengy           | ISR  | 4,72     |
| 3     | Matic Tršelič Buble | SVN  | 4,72     |
| 4     | Luka Tomić          | SRB  | 4,72     |
| 5     | Kuzey Kaplan        | TUR  | 4,22     |
| 6     | Jordan Kirow        | BGR  | 4,22     |
| 7     | Antonie Cozmanciuc  | ROU  | 4,22     |

### Weitsprung
| Platz | Athlet              | Land | Weite (m) |
| ----- | ------------------- | ---- | --------- |
| 1     | Sarantis Tzelepis   | GRC  | 7,46      |
| 2     | Teodor Jankow       | BGR  | 7,27      |
| 3     | Luka Bošković       | SRB  | 7,25      |
| 4     | Adam Bilokon        | UKR  | 7,23      |
| 5     | Stanislaw Hawryljuk | UKR  | 7,14      |
| 6     | Aleks Bezkorvajnij  | SRB  | 7,14      |
| 7     | Stilijan Orlinow    | BGR  | 7,11      |
| 8     | Yusuf Şenödeyici    | TUR  | 6,97      |

### Dreisprung
| Platz | Athlet                | Land | Weite (m) |
| ----- | --------------------- | ---- | --------- |
| 1     | Zinga Barbosa Firmino | BGR  | 15,74     |
| 2     | Eduard Unguroaica     | ROU  | 15,62     |
| 3     | Leonard Durau         | ROU  | 15,36     |
| 4     | Andrij Kuljusch       | UKR  | 15,06     |
| 5     | Deniz Kandöker        | TUR  | 14,91     |
| 6     | Manuk Howhanmisjjan   | ARM  | 14,67     |
| 7     | Kristian Safirow      | BGR  | 14,60     |
| 8     | Mario Peshevski       | MKD  | 13,27     |

### Kugelstoßen (6 kg)
| Platz | Athlet            | Land | Weite (m) |
| ----- | ----------------- | ---- | --------- |
| 1     | Jan Ferina        | CRO  | 18,74     |
| 2     | Ștefan Ciobanu    | ROU  | 18,44     |
| 3     | Erdem Gündemir    | TUR  | 17,51     |
| 4     | Denis Cutcoveţchi | MDA  | 17,51     |
| 5     | Zdravko Kanjevac  | SRB  | 17,31     |
| 6     | Kiril Georgiew    | BGR  | 15,89     |
| 7     | Peter Todorow     | BGR  | 15,46     |
| 8     | Giorgi Pakeliani  | GEO  | 12,97     |

## Ergebnisse Frauen

### 60 m
| Platz | Athletin            | Land | Zeit (s) |
| ----- | ------------------- | ---- | -------- |
| 1     | Radina Welitschkowa | BGR  | 7,37     |
| 2     | Mia Wild            | CRO  | 7,38     |
| 3     | Uljana Stepanjuk    | UKR  | 7,41     |
| 4     | Urška Ogrizek       | SVN  | 7,44     |
| 5     | Tamara Radojičić    | SRB  | 7,53     |
| 6     | Raja Dimitrowa      | BGR  | 7,53     |

### 400 m
| Platz | Athletin          | Land | Zeit (s) |
| ----- | ----------------- | ---- | -------- |
| 1     | Eda Nur Tulum     | TUR  | 54,77    |
| 2     | Minja Kopunović   | SRB  | 55,77    |
| 3     | Shani Zakay       | ISR  | 55,85    |
| 4     | Maša Medjimurec   | SVN  | 55,94    |
| 5     | Elena Tomić       | CRO  | 56,18    |
| 6     | Rosina Nikolowa   | BGR  | 56,51    |
| 7     | Gal Natanel       | ISR  | 56,54    |
| 8     | Andriana Hyrytsch | UKR  | 56,65    |

### 800 m
| Platz | Athletin              | Land | Zeit (min) |
| ----- | --------------------- | ---- | ---------- |
| 1     | Tara Vučković         | SRB  | 2:10,41    |
| 2     | Zeynep Özkara         | TUR  | 2:11,21    |
| 3     | Maša Rajić            | SRB  | 2:11,39    |
| 4     | Elena Ban             | CRO  | 2:12,40    |
| 5     | Oleksandra Ljubanska  | UKR  | 2:13,74    |
| 6     | Erisë Avdullahu       | KOS  | 2:14,56    |
| 7     | Anna-Marija Chimitsch | UKR  | 2:15,20    |
| 8     | Nina Turčin           | SVN  | 2:15,21    |

### 1500 m
| Platz | Athletin           | Land | Zeit (min) |
| ----- | ------------------ | ---- | ---------- |
| 1     | Ana Vita Verneker  | SVN  | 4:24,23    |
| 2     | Edibe Yağız        | TUR  | 4:25,99    |
| 3     | Ayça Fidanoğlu     | TUR  | 4:27,62    |
| 4     | Natalija Grujić    | SRB  | 4:31,64    |
| 5     | Ayala Harris       | ISR  | 4:33,41    |
| 6     | Marta Bašić        | CRO  | 4:47,54    |
| 7     | Janislava Marinowa | BGR  | 4:55,10    |
|       | Alexandra Hudea    | ROU  | DNF        |

### 3000 m
| Platz | Athletin            | Land | Zeit (min) |
| ----- | ------------------- | ---- | ---------- |
| 1     | Mejra Mehmedović    | SRB  | 09:35,05   |
| 2     | Ema Pika Raj        | SVN  | 09:47,45   |
| 3     | Alexandra Hudea     | ROU  | 09:52,51   |
| 4     | Sofija Hordijtschuk | UKR  | 09:55,80   |
| 5     | Myrto Valacha       | GRC  | 04:33,41   |
| 6     | Lara Balažic        | SVN  | 10:04,99   |
| 7     | Anika Atanassowa    | BGR  | 10:17,87   |
| 8     | Pamela Eni          | BGR  | 10:17,87   |

### 60 m Hürden
| Platz | Athletin             | Land | Zeit (s) |
| ----- | -------------------- | ---- | -------- |
| 1     | Mia Wild             | CRO  | 8,11     |
| 2     | Hana Sekne           | SVN  | 8,41     |
| 3     | Iwa Deliwerska       | BGR  | 8,59     |
| 4     | Emili Kirjakowa      | BGR  | 8,70     |
| 5     | Eva Barbarić         | CRO  | 8,71     |
| 6     | Öykü Ceyli̇n Tekdal   | TUR  | 8,72     |
| 7     | Daša Kernel          | SVN  | 8,77     |
| 8     | Walerija Dmytraschko | UKR  | 8,79     |

### 4 × 400 m Staffel
| Platz | Land      | Athletinnen                                                                         | Zeit (min) |
| ----- | --------- | ----------------------------------------------------------------------------------- | ---------- |
| 1     | Slowenien | Manca Marčelja Ema Vehovar Mija Marušič Maša Medjimurec                             | 3:45,13    |
| 2     | Serbien   | Minja Kopunović Maša Rajić Lena Maletić Tara Vučković                               | 3:45,91    |
| 3     | Kroatien  | Elena Tomić Elena Ban Olja Galić Eva Barbarić                                       | 3:49,35    |
| 4     | Bulgarien | Ewgenja Stojmenowa Rosina Nikolowa Nija Argirowa Weronik Schekowa                   | 3:49,64    |
| 5     | Ukraine   | Oleksandra Ljubanska Anna-Marija Chimitsch Walerija Dmytraschenko Andriana Hyrytsch | 3:49,84    |
| 6     | Türkei    | Eda Nur Tulum İlkim Altunbulak Duru İklim Kadanalı Zeynep Kaya                      | 3:55,86    |

### Hochsprung
| Platz | Athletin            | Land | Höhe (m) |
| ----- | ------------------- | ---- | -------- |
| 1     | Iren Sarabojukowa   | BGR  | 1,78     |
| 2     | Natali Kostowa      | BGR  | 1,75     |
| 3     | Lena-Maria Ionescu  | ROU  | 1,75     |
| 4     | Anastassija Kosub   | UKR  | 1,72     |
| 5     | Olympia Tzouveli    | GRC  | 1,72     |
| 6     | Witalina Lyman      | UKR  | 1,69     |
| 7     | Gamze Nur Birimşeli | TUR  | 1,61     |
| 7     | Natalija Vojinović  | SRB  | 1,61     |

### Stabhochsprung
| Platz | Athletin              | Land | Höhe (m) |
| ----- | --------------------- | ---- | -------- |
| 1     | Olha Beltschenko      | UKR  | 4,20     |
| 2     | Ariadni Mirtsiou      | GRC  | 4,15     |
| 3     | Anastasia Boumpoulidi | GRC  | 4,05     |
| 4     | Andriana Panteli      | CYP  | 3,70     |
| 5     | Amina Cifrić          | BIH  | 3,40 NR  |

### Weitsprung
| Platz | Athletin            | Land | Weite (m) |
| ----- | ------------------- | ---- | --------- |
| 1     | Sijana Brambarowa   | BGR  | 6,23      |
| 2     | Anna Ćurković       | CRO  | 6,13      |
| 3     | Emina Omanović      | BIH  | 6,01      |
| 4     | Aleyna Karabulut    | TUR  | 5,99      |
| 5     | Daria Vrînceanu     | ROU  | 5,97      |
| 6     | Ana-Maria Dogan     | ROU  | 5,92      |
| 7     | Sofia Tsarsitalidou | GRC  | 5,92      |
| 8     | Eylül Dönmez        | TUR  | 5,80      |

### Dreisprung
| Platz | Athletin           | Land | Weite (m) |
| ----- | ------------------ | ---- | --------- |
| 1     | Daria Vrînceanu    | ROU  | 13,40     |
| 2     | Aleyna Karabulut   | TUR  | 13,08     |
| 3     | Zaria Kaličanin    | SRB  | 13,04     |
| 4     | Anja Maraž         | SVN  | 12,76     |
| 5     | Diana Angelowa     | BGR  | 12,46     |
| 6     | Anschelina Petkowa | BGR  | 12,44     |
| 7     | Stela Ćuk          | SRB  | 12,00     |
| 8     | Lina Iseni         | MKD  | 11,44     |

### Kugelstoßen
| Platz | Athletin              | Land | Weite (m) |
| ----- | --------------------- | ---- | --------- |
| 1     | Maria Rafailidou      | GRC  | 14,68     |
| 2     | Nuša Lužnik           | SVN  | 14,55     |
| 3     | Ilektra Chioutakakou  | GRC  | 14,22     |
| 4     | Özlem Özcan           | TUR  | 13,88     |
| 5     | Marina Hadjicosta     | CYP  | 13,66     |
| 6     | Aleksandra Trifunović | SRB  | 13,52     |
| 7     | Adina Firtala         | ROU  | 13,47     |